# Beto Martins
Jose Roberto Martins (nascido em 1 de maio de 1970) é um político e empresário brasileiro. Ele representa Santa Catarina no Senado Federal desde agosto de 2024, após a titular Ivete da Silveira tirar licença do cargo.

## Biografia
Empresário atuante no setor logístico há mais de 30 anos, especialmente no portuário, Beto Martins também acumula experiência na política, tendo sido suplente de vereador, vereador, prefeito de Imbituba (SC) e secretário de estado em Santa Catarina por duas vezes secretário de Turismo, Cultura e Esporte e, por último, secretário de Portos, Aeroportos e Ferrovias.